# 沼氣
沼氣（英語：Marsh gas、swamp gas或bog gas）是一種在濕地環境中自然產生的生物氣體，主要形成於河流濕地、沼澤或泥炭泥炭沼澤等厭氧條件下的生態系統。根據科學研究，其主要成分為甲烷（CH₄），通常佔比50%至80%，同時含有少量硫化氫（H₂S）、二氧化碳（CO₂）以及其他微量氣體。
沼氣的形成機制涉及複雜的生物地球化學循環過程。當多孔性的植物殘體在濕地底部堆積，表層會逐漸形成由腐殖質構成的土壤結皮。這種結皮結構阻隔了氧氣交換，使下層環境呈現厭氧狀態。在厭氧菌的作用下，有機物質經由水解、產酸和產甲烷作用等階段，最終完成厭氧消化過程並釋放沼氣。
值得注意的是，沼氣作為溫室氣體的一種，其全球暖化潛勢是二氧化碳的25倍，這使沼氣排放監測成為氣候變化研究的重要課題。

## 应用
- 沼气主要用来做生活燃料，因此沼气是解决农村燃料问题的重要途径之一。[1]
- 因为制取沼气时，大量农作物秸杆和畜禽粪便加入沼气池密闭发酵沤制成了优质的有机肥料，扩大了有机肥料的来源。[1]
- 在农村修建沼气池制取沼气，一定程度上改变农业生产条件，促进农业生产发展。[1]